# Вулиця Людмили Проценко
Ву́лиця Людми́ли Проце́нко — вулиця в Солом'янському районі міста Києва, місцевість Кучмин яр. Пролягає від вулиці Мокра до вулиці Кучмин Яр.

## Історія
Виникла в 90-х роках XIX століття як частина Мокрої вулиці, за назвою річки Мокра, що протікала дном Кучминого яру; зараз річка протікає колектором під вулицею. 
У 1944 році набула назву Мокрий провулок, утім ця назва не призвичаїлася.
У 1955 році набула назву Крутий провулок. 
З 1963 року мала назву вулиця Петра Красикова, на честь радянського політичного діяча Петра Красикова. 
Сучасна назва на честь, українського історика, архівіста, краєзнавця Людмили Проценко — з 2016 року.